# Hedera (epigrafía)

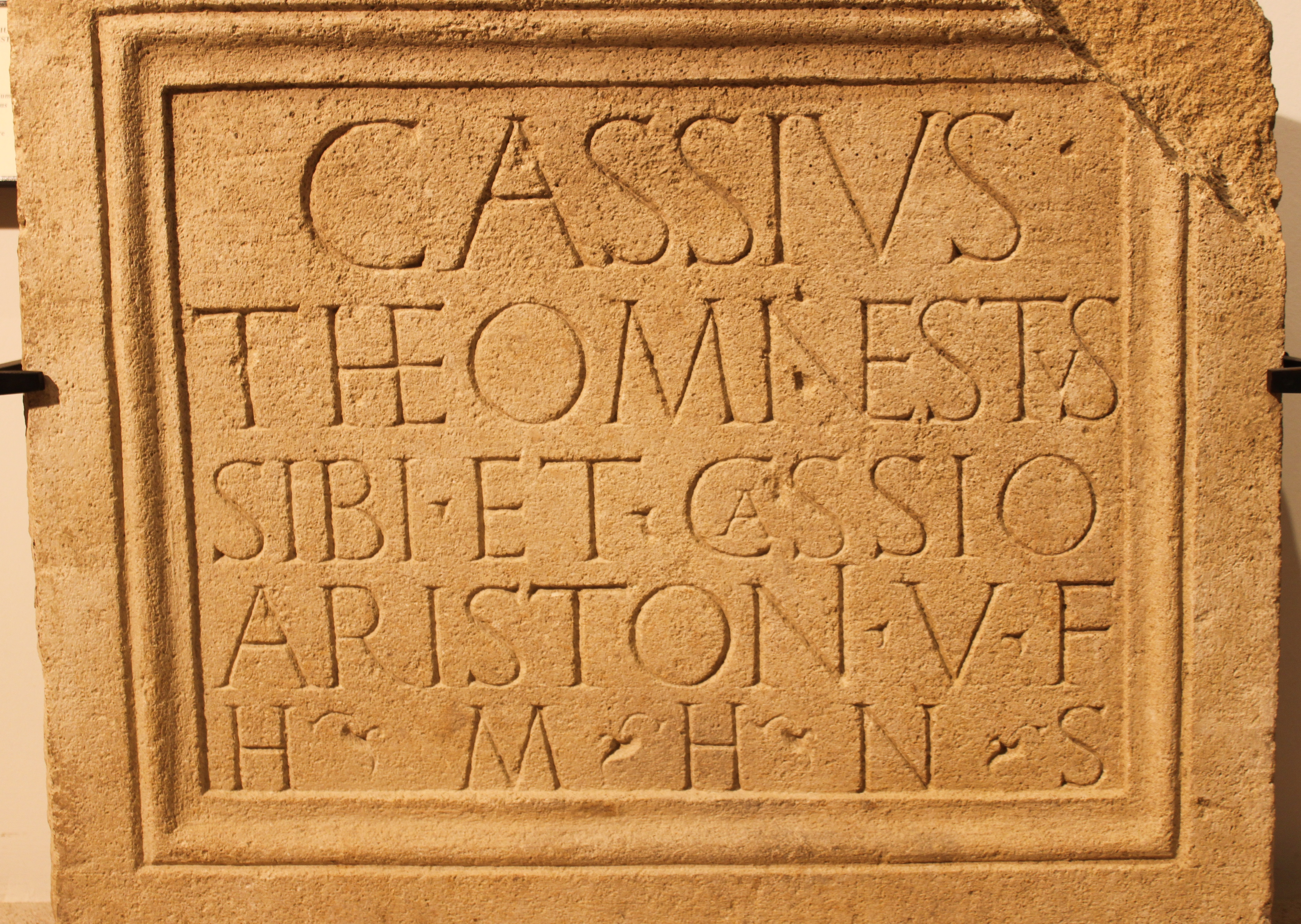
Hederae en la última línea de una inscripción latina de Vaison-la-Romaine

En epigrafía, principalmente latina, y en sus transcripciones tipográficas, una hedera, o hedera distinguens, es una interpunción, un signo grabado en forma de hoja de hiedra (de donde toma el nombre), sin un significado particular, simplemente como elemento de separación entre palabras, o para rellenado de un espacio vacío o una línea corta.

## Etimología
Hedera significa "hiedra" en latín.  En plural sería hederae. Tradicionalmente se utilizaba la hiedra para hacer guirnaldas en honor a los dioses o a determinadas personas.
La hedera epigráfica que se incluye en un texto no debe confundirse con la empleada en la decoración de hiedra aislada, grabada o esculpida, principalmente en los monumentos funerarios (la hiedra simboliza entonces apego y fidelidad).

## Usos

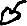

La hedera incluida en un texto epigráfico es un elemento decorativo utilizado para separar palabras, para llenar huecos o para marcar el final del texto.
El principio fue aplicado en los manuscritos, luego en la tipografía, en formas variables, dando lugar al florón.
La transcripción tipográfica de una hedera epigráfica se hace, por tanto, mediante un florón.

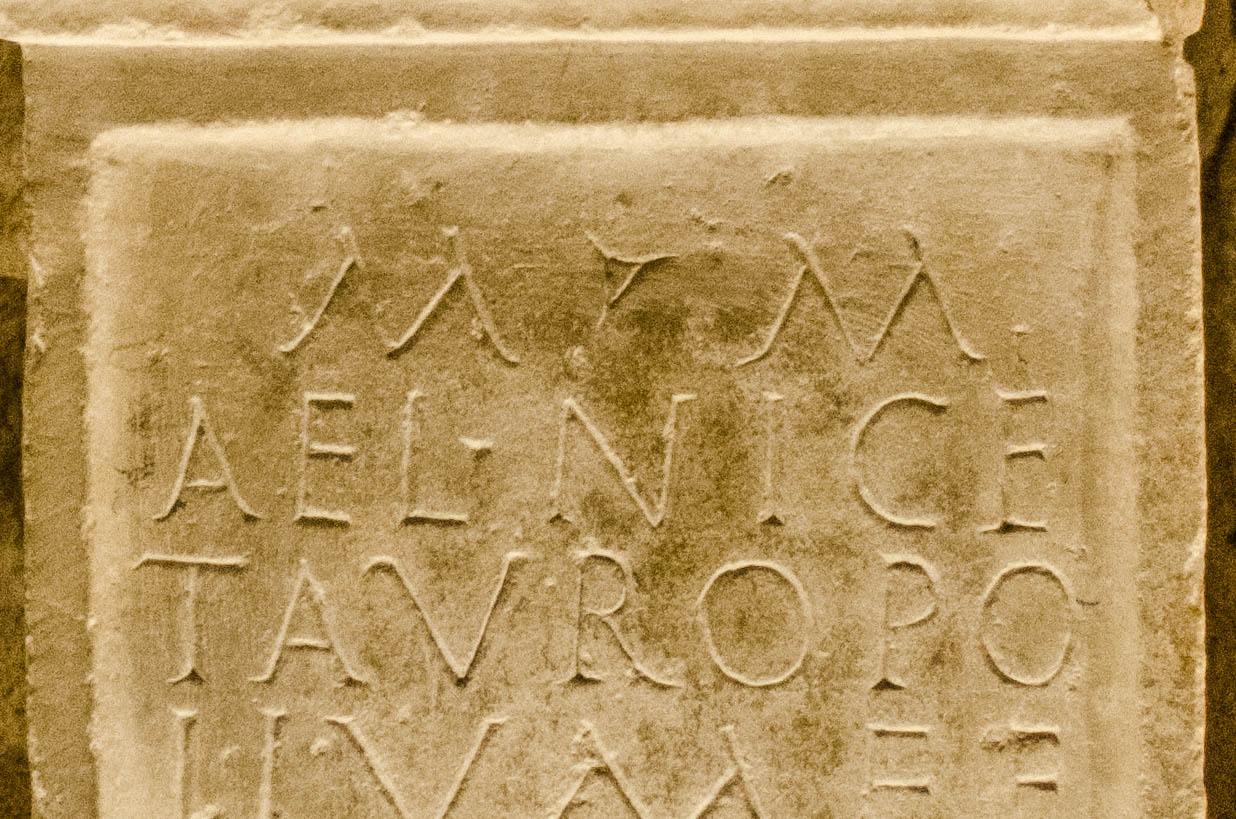
Hedera estilizada en forma de triángulo, entre las letras MM (altar de Aelia Nice, Lectoure)

## Formas
La hedera puede presentar diferentes formas. La más simple representa el contorno de la hoja, con una nervadura central prolongada por una “cola” formando una curva. Otras representaciones pueden ser más complejas o, por el contrario, más estilizadas, hasta un triángulo curvilíneo. En algunas ocasiones, el contorno de la hoja sobresale muy levemente, mientras que las nervaduras están profundamente grabadas. La orientación arriba, abajo, izquierda o derecha, puede variar, así como las proporciones generales que se adaptan al espacio disponible.